# (36732) 2000 RS50
2000 RS50 (asteroide 36732) é um asteroide da cintura principal. Possui uma excentricidade de 0.23617590 e uma inclinação de 1.00283º.
Este asteroide foi descoberto no dia 5 de setembro de 2000 por LINEAR em Socorro.